# Antigonia rubicunda
Antigonia rubicunda är en fiskart som beskrevs av Ogilby, 1910. Antigonia rubicunda ingår i släktet Antigonia och familjen trynfiskar. Inga underarter finns listade i Catalogue of Life.